# Kaliber

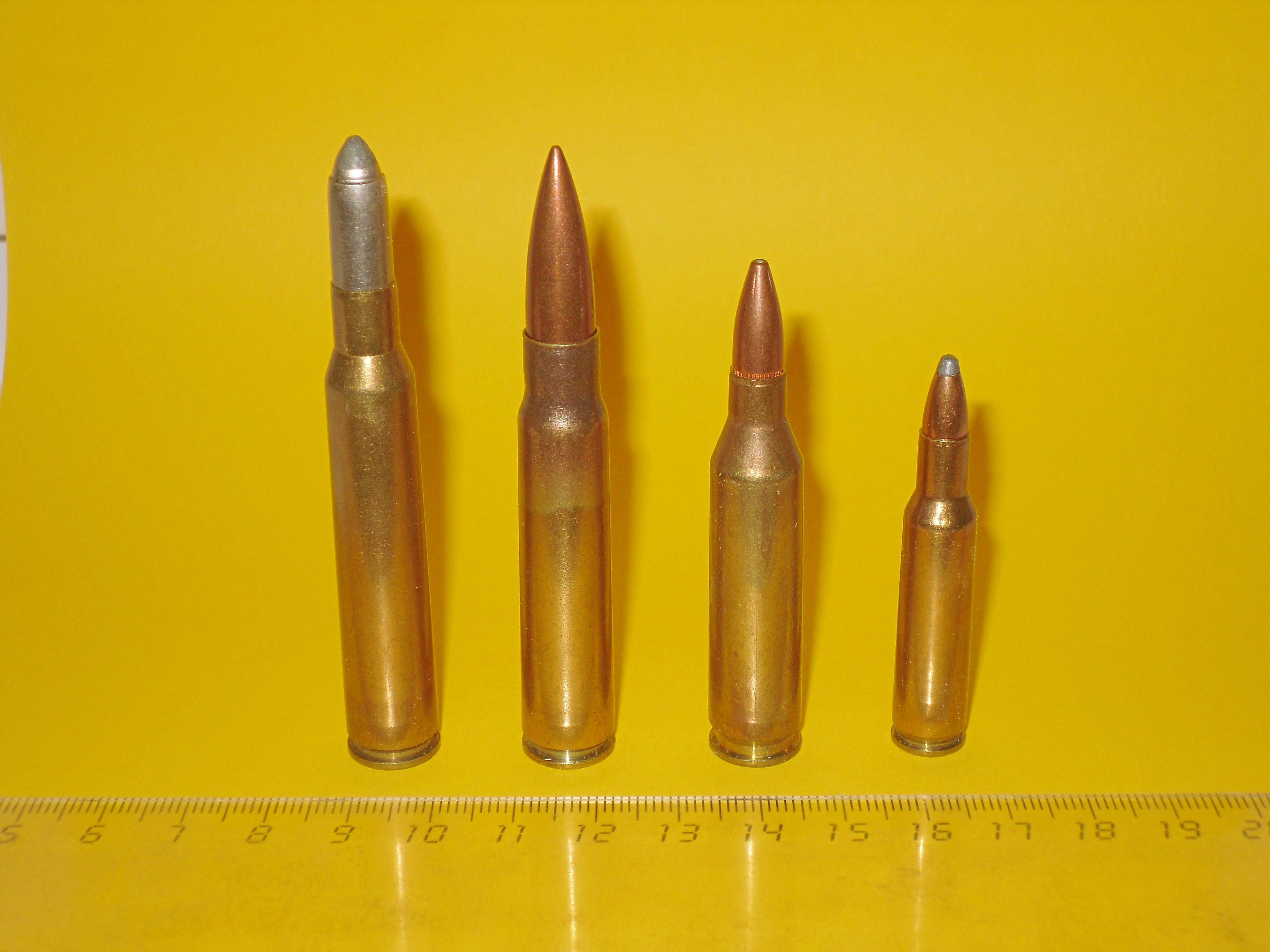
Gewehrpatronen in den Kalibern: 7 × 64 mm, 7,92 × 57 mm, .243 Winchester, .222 Remington

Das Kaliber (kurz Kal.; AE caliber, BE sowie französisch calibre, kurz cal.) ist ein Maß für den Außendurchmesser von Projektilen und den Innendurchmesser des Laufes einer Waffe. Bei gezogenen Läufen wird zwischen Innenkaliber (dem Durchmesser zwischen den Feldern, den hervorstehenden Teilen der Laufinnenwand) und Außenkaliber (dem Durchmesser zwischen den Zügen, den eingeschnittenen Teilen der Laufinnenwand) unterschieden. Oft wird das Wort Kaliber auch in der Bedeutung von Munitions- oder Patronentyp benutzt.
Als Unterkaliber werden Geschosse bezeichnet, deren Durchmesser geringer als der des Rohres ist. Ein Beispiel dafür ist APFSDS-Munition. Als Überkaliber werden Geschosse bezeichnet, deren Durchmesser größer als der des Rohres ist. Ein Beispiel dafür sind Gewehrgranaten.

## Herkunft der Bezeichnung „Kaliber“
Das Wort wurde um 1600 (in Deutschland 1616) aus dem gleichbedeutenden französischen calibre ins Deutsche übernommen. Das französische Wort leitet sich vom arabischen Wort قالب / qālib / ‚Schusterleisten‘, geschrieben auch calib, ab (Im mittelalterlichen Latein in calibrum, „Halseisen der Gefangenen, Kummet der Zugtiere“, im 15. Jahrhundert in italienisch calibro, ein Messgerät, und ab 1478 als französisch calibre für den Durchmesser von Geschützrohren gebraucht) Das arabische Wort geht seinerseits auf das spätgriechische καλαπόδιον (kalapódion) – vgl. gr. καλάπους (kalápūs) aus κᾶλον (kâlon), „Holzstück“ und πούς (pūs), „Fuß“ – mit derselben Bedeutung zurück. Motiv der Bedeutungsänderung ist eine Verallgemeinerung des spezifischen Begriffs zu „Form“, „Modell“ und auch „Größe“.
Als Kalibermaß einer Waffe wurde und wird im englischen Sprachraum oft das Gewicht einer Rundkugel aus Blei angegeben, die in den Lauf der Waffe passte; die Kaliberangabe bezog sich also auf eine Gewichtseinheit und nicht auf eine Längeneinheit. Darum war das Kaliber ursprünglich ein altes britisches Gewichtsmaß (1 Kaliber = etwa 453,6 g), und das Kaliber einer Waffe wurde als Vielfaches oder als Bruchteil dieser Gewichtseinheit angegeben. Dieses Prinzip wurde auch auf andere Gewichtsmaße übertragen. So sind bis heute die Kaliberangaben historischer Geschütze geläufig, die sich auf das Pfund bezogen; so verschoss beispielsweise eine Zweipfünderkanone 2 Pfund schwere Geschosse. Dieses historisch gewachsene Maß hatte auch den praktischen Aspekt, dass die beabsichtigte Trefferlage sich aus der Konstanten Geschossgewicht und den Variablen Rohrerhöhung und Treibladung berechnen ließ, wobei der Geschossdurchmesser primär keinen Einfluss auf die Gleichung hatte. Für den Artilleristen sowie den Pulverzuteilenden war somit das Geschossgewicht von erheblich größerer Relevanz.

## Kaliberangaben und Kalibergrößen
Abgesehen von den Flintenkalibern ist seit dem späten 19. Jahrhundert die Angabe des Kalibers in Längeneinheiten gebräuchlich. Bei historischen Waffen kamen auch heute nicht mehr gebräuchliche Einheiten zur Verwendung. So wurde das Kaliber des Dreiliniengewehrs in der alten Einheit Linie (= ein Zehntel Zoll) angegeben. Drei Linien entsprechen exakt 7,62 mm. Als Einheiten haben sich heute der Meter (Millimeter) und der Zoll (engl. inch = 2,54 cm) durchgesetzt.
Als Kleinkaliber werden Handfeuerwaffen bis zu 6,5 mm bezeichnet. Mittlere Kaliber, auch Mittelkaliber oder Mittelpatrone, sind Patronen über 6,5 mm und unter 9 mm (wie die Gewehrpatrone 7,92 × 57 mm des deutschen Militärs während der beiden Weltkriege). Mittelpatronen weisen das Kaliber der Mittelkaliber auf, haben aber eine verkürzte Hülsenlänge – wie die 7,92 × 33 mm kurz für das Sturmgewehr 44. Als Großkaliber gelten Waffen ab 9 mm, beispielsweise die Patrone 9,3 × 62 mm für Jagdgewehre, Standardpatrone für Pistolen ist die 9 × 19 mm.
Wird das Kaliber von Handfeuerwaffen in Zoll angegeben, geschieht das meist in der Form eines Dezimalbruches nach angloamerikanischer Schreibweise, also mit einem Punkt anstelle eines Kommas. Je nach Art der Munition werden dabei hundertstel oder tausendstel Zoll angegeben. Bei Kaliber bis zu einem Zoll wird die führende Null weggelassen: Das Kleinkaliber .22 lfB (lang, für Büchse und Pistole, vornehmlich für Sportwaffen sowie zur Jagd auf Kleinwild) beträgt beispielsweise 0,22 Zoll (gesprochen Kaliber zweiundzwanzig), entsprechend 5,6 mm × 15 mm. Weitere gängige Kaliber in Zollangabe sind .380 ACP (9 mm kurz, metrisch 9 × 17 mm) und .45 ACP (metrisch 11,43 × 23 mm) für Kurzwaffen sowie .38 Special (metrisch 9 × 29 mm) für Revolver.
Die Kaliberangaben lassen sich vor allem bei tradierten Munitionsarten nicht eins zu eins von Zoll in Millimeter oder zurück umrechnen; so beträgt beispielsweise der tatsächliche Geschossdurchmesser des Revolverkalibers .44 etwa 10,9 mm und entspricht somit eigentlich .43, rechnerisch dagegen 11,176 mm; beim Kaliber .38 beträgt der Geschossdurchmesser nominell 9 mm, rechnerisch dagegen 9,65 mm. Zurückzuführen ist das auf die bei Perkussionswaffen üblichen Unterschiede zwischen Geschoss und Lager; das Geschoss hatte einen etwas geringeren Durchmesser als das Lager, um das Laden von vorn zu erleichtern. Auch Verkaufsaspekte spielten eine gewisse Rolle, „vierundvierzig“ (engl.: forty-four) klang eben besser als „dreiundvierzig“ (engl.: forty-three).
Eine .308 Winchester entspricht 7,62 × 51 mm NATO (das Kaliber des G3, vormaliges Standard-Schnellfeuergewehr der Bundeswehr). Das Kaliber .45-70 Government für Langwaffen (0,45 Zoll) entspricht metrisch 11,43 × 53,5 mm; die Zahl 70 bezeichnet die Schwarzpulvermenge in Grain, .50 BMG umgerechnet 12,7 mm. Englischsprachige Kaliberangaben sind nur anhand der Zusatzbezeichnung eindeutig zu identifizieren.
Patronentypen mit gleichem Geschossdurchmesser, aber unterschiedlichen Hülsenlängen und ballistischen Eigenschaften, werden im Zollsystem oft durch Variationen der Kaliberangaben unterschieden. So wird für eine relativ schwache Pistolenmunition im Kaliber 6,35 mm die Angabe .25 verwendet, während die Bezeichnung .250 für eine vor allem für die Jagd verwendete leistungsfähige Gewehrpatrone steht. Die Revolverpatronen .38 und .357 haben trotz des nominell unterschiedlichen Kalibers denselben Geschossdurchmesser, wobei die .357 eine wesentlich stärkere Magnumpatrone ist und nicht aus Waffen im Kaliber .38 verschossen werden darf, umgekehrt diese sehr wohl.
Als das kleinste Feuerwaffenkaliber gilt eine Patrone im Kaliber 2,7 mm, die der österreichische Uhrmacher Franz Pfannl entwickelte und die aus der 1914 vorgestellten Selbstladepistole Kolibri verschossen wurde. 
Heute übliche Kaliber ziviler Handfeuerwaffen reichen von .170 (eine Jagdpatrone) bis zum Flintenkaliber 4 (Laufbohrung etwa 26,7 mm) für die Elefantenjagd.
Kaliberangaben und Kalibergrößen werden unterschiedlichst betrachtet. Die englische Begrifflichkeit Medium Caliber Ammunition (MCA) bezeichnet Munition für Geschütze im Kaliber von 20 mm bis 50 mm. Gerade beim Militär sind im Vergleich zur deutschen Begrifflichkeit Kleinkaliber hundertfach größere Kaliber bekannt, die für kleine bis mittlere Geschütze in Millimeter aber oft auch in Zentimeter oder Inch/Zoll angegeben werden.
Militärische Granatpistolen bzw. Handgranatwerfer haben Kaliber bis 40 mm. Die Kaliber lafettierter Maschinenwaffen und Geschütze reichen von 5,56 mm bei Maschinengewehren bis 914 mm bei schweren Mörsern, die aber nur in sehr geringen Stückzahlen oder als Prototypen gebaut wurden. Die bisher größten Schiffsgeschütze im Kaliber 460 mm waren auf den japanischen Schlachtschiffen Yamato und Musashi installiert; die bisher größten Landkanonen mit einem Kaliber von 800 mm waren die deutschen Eisenbahngeschütze Dora und Gustav. Ein Experimentalgeschütz mit dem Kaliber 914 mm war Little David.
Der Durchmesser von Raketengeschossen, die von Aufhängungen oder von Startrampen aus gestartet werden, wird im Allgemeinen nicht als Kaliber bezeichnet.

### Kaliberlänge
Bei Rohrwaffen wie Kanonen von Kampfpanzern oder Artilleriegeschützen beschreibt die Kaliberlänge die Länge des Rohres im Verhältnis zum Kaliber. Eine Kanone mit 55 Kaliberlängen und einem Kaliber von 120 mm ist also 55 × 120 mm = 6600 mm lang. Die Kaliberlänge wird zumeist mit einem vorgestellten „L/“ wiedergegeben, im Beispiel also L/55.

## Kaliberbezeichnungen
In Europa folgen Kaliberbezeichnungen dem von der C.I.P. festgelegten internationalen Standard. Diese Aufgabe der Normierung übernimmt in den USA das SAAMI. Man findet auch noch gängige veraltete, nicht von C.I.P. oder SAAMI gelistete Bezeichnungen, ebenso Kaliberangaben nach anderen, proprietären Standards (wie NATO-STANAG), sofern sie nicht auch von C.I.P. oder SAAMI als Synonyme aufgenommen wurden.

### Flinten
Die Flintenmunitionsbezeichnung besteht meist aus dem Kalibermaß der Flinte und der Länge der Hülse. Die Angabe 12/70 bedeutet Kaliber 12, Hülsenlänge 70 mm. Die Angabe Kaliber 12 (englisch 12 Gauge) (gleich 18,53 mm × Hülsenlänge) bedeutet, dass zwölf gleich große Bleikugeln eine Masse von einem englischen Pfund (ca. 454 g) ergeben, eine Kugel wiegt also 1/12 Pfund. Da es sich um Bruchteile handelt, ist der Durchmesser der Laufbohrung umso kleiner, je größer die Kaliberzahl der Flinte ist.

### Büchsen
Gewehre mit gezogenem Lauf werden als Büchse bezeichnet. Die Munitionsbezeichnung besteht aus dem Nominalwert des Kalibers, der an unterschiedlichen Stellen (Zug nach Zug, oder Feld nach Feld) gemessen oder frei festgelegt werden kann, und entweder der Hülsenlänge wie im deutschen Sprachraum oder einer anderen eindeutigen Bezeichnung wie z. B. dem Einführungsjahr.
- So enthält die Bezeichnung der verbreiteten Patrone .30-06 das Kaliber (0,3 Zoll) und das Jahr der Einführung der Munition (1906).
- Der Munitionsname .50 BMG gibt das Kaliber und die Waffe an, für die sie konstruiert wurde, an (BMG=Browning Machine Gun), die metrische Bezeichnung dieser Patrone (12,7 × 99 mm NATO) enthält Kaliber, Hülsenlänge und Zusatz NATO, den alle NATO-Standardmunitionsarten tragen.
- Ein Markenname findet sich beispielsweise im Jagdkaliber 7 × 64 mm Brenneke.

Manche Munitionsarten werden nur unter ihren metrischen Bezeichnungen geführt, so beispielsweise 7,92 × 57 mm IS. Für einige Patronen gibt es feste Bezeichnungen in beiden Maßsystemen, zum Beispiel 6,35 mm Browning = .25 ACP, 7,65 mm Browning = .32 ACP (ACP=Automatic Colt Pistol).
Die Kaliberbezeichnung mancher Patronen, die als Schwarzpulver-Patronen eingeführt wurden, gibt das Kaliber und die Masse der Treibladung an. So hat die Patrone .50-90 Sharps ein Kaliber von 0,5 Zoll und enthält eine Treibladung von 90 grains Schwarzpulver.

## Gängige Kaliber
Die folgende Tabelle zeigt eine Kurzübersicht von einigen gebräuchlichen Kalibern für Handfeuerwaffen mit US-amerikanischen (inch) und metrischen (mm) Einheiten. Aufgrund von verschiedenen Namenskonventionen und unterschiedlichen Herstellern können die Geschossdurchmesser deutlich vom genannten Durchmesser abweichen. Zum Beispiel gibt es Differenzen von bis zu 1,15 mm zwischen den kleinsten und größten Patronen mit dem Kaliber .38.
| Kaliber (Zoll)                                            | Metrischer Nennwert     | Typischer Geschoss- durchmesser | Gebräuchliche Patronen | Bemerkung |
| --------------------------------------------------------- | ----------------------- | ------------------------------- | --- | --- |
| .107                                                      | 2,7 mm                  | 0.107″ (2,72 mm)                | 2,7 × 9 mm Kolibri | kleinste kommerziell vertriebene Patrone |
| .17                                                       | 4,4 mm                  | 0.172″                          | .17 Remington, .17 HMR | Kleinwildjagd und Zielschießen |
| .177                                                      | 4,5 mm                  | .177 lead, .175 BB              | .177 Airgun | Kleinwildjagd und Zielschießen |
| .20, .204                                                 | 5 mm                    | 0.204″ (5,18 mm)                | .204 Ruger, 5 mm Remington Rimfire Magnum                                                                                 | Matchbüchsen zum Zielschießen |
| .22, .218, .219, .220, .221, .222, .223, .224, .225, .226 | 5,5 mm, 5,56 mm, 5,7 mm | 0.223...0.224″ (5,69 mm)        | .22 Long Rifle, .222 Remington, .223 Remington, 5,56 × 45 mm NATO, 5,7 × 28 mm, .22-250 Remington, .22 Airgun, .22 Hornet | gängiges Kleinkaliber, .223 ist das neue NATO-Kaliber Benchrest Patronen: .22PPC USA, .22BR (.22 Benchrest Remington), beliebt bei der Kleinwildjagd |
| .228                                                      | –                       | 0.228″                          | .228 Ackley Magnum | |
| .24                                                       | 6 mm                    | 0.243″ (6,17 mm)                | .243 Winchester, 6 mm Remington, 6 mm Plastik für Luftgewehre                                                             | Benchrest Patronen: 6mm PPC, 6mm BR Norma, 6mm BR Remington                                                                                          |
| .25                                                       | 6,35 mm                 | 0.25″ (6,35 mm)                 | .25 ACP, 6,35 × 16 mm SR                                                                                                  | .25 Auto bzw. 6,35 mm Browning |
| .257                                                      | 6,5 mm                  | 0.257″ (6,53 mm)                | .257 Roberts, .25-06 Remington, .250 Savage, .257 Weatherby Magnum                                                        | typisches .25 Kaliber |
| .26                                                       | 6,5 mm                  | 0.264″ (6,71 mm)                | 6,5 × 55 mm Mauser, .260 Remington                                                                                        | allgemein bekannt als 6,5 mm |
| .27                                                       | 6,8 mm                  | 0.277″ (7,04 mm)                | .270 Winchester, 6,8 mm Remington SPC, 6,8 × 51 mm (.277 Fury)                                                            | beliebte Jagdmunition, die .277 Fury ist seit 2022 das Kaliber der NGSW der US Army                                                                  |
| .28                                                       | 7 mm                    | 0.285″ (7,25 mm)                | 7 mm Remington Magnum, 7 × 57 mm Mauser, 7 × 64 mm                                                                        | allgemein bekannt als 7 mm |
| .29                                                       | 7,5 mm                  | 0.306″ (7,78 mm)                | 7,5 × 55 mm Swiss | auch GP11 oder Gewehrpatrone Modell 11 genannt |
| .30                                                       | 7,62 mm                 | 0.311″ (7,90 mm)                | .303 British, 7,62 × 39 mm (M43 AK-47), 7,62 × 54 mm R                                                                    | |
| .30                                                       | 7,62 mm                 | 0.308″ (7,82 mm)                | .30-06 Springfield, .300 Winchester Magnum, .308 Winchester (7,62 × 51 mm NATO altes NATO-Kaliber)                        | amerikanisches .30 Kaliber, typische Scharfschützenmunition, außerdem allesamt gebräuchliche Jagdkaliber                                             |
| .32, .327                                                 | 7,65 mm                 | 0.309...0.312″                  | .32 ACP, .32 S&W, .327 Federal Magnum                                                                                     | .32 Kaliber für Faustfeuerwaffen |
| .32, .325                                                 | 8 mm                    | 0.323″ (8,20 mm)                | 8 × 57 mm IS / IRS (7,92 × 57 mm Mauser), .325 WSM, 8 mm Remington Magnum, 8 × 68 mm S, 8 mm Plastik für Luftgewehre      | .32 Kaliber für Gewehre |
| .327                                                      | 8,3 mm                  | 0.327″                          | 8 × 50 mm R Lebel | |
| .338                                                      | 8,58 mm                 | 0.338″                          | .338 Lapua Magnum, .338 Winchester Magnum, .338 Federal .338 Ultra Magnum                                                 | neuere Scharfschützenmunition; Weitschuss Jagdkaliber                                                                                                |
| .38, .380, .357, .35                                      | 9 mm                    | 0.355...0.357″                  | .38 Super, .380 ACP, .357 Magnum, .38 Special, .357 SIG, .35 Remington, 9 × 19 mm, 9 × 18 mm Makarow                      | .355 für automatische Waffen, .357 für Revolver und Gewehre, 9 × 19 mm ist die weltweit am weitesten verbreitete Pistolenmunition                    |
| .375                                                      | 9,5 mm                  | 0.375″ (9,53 mm)                | .375 H&H Magnum, .375 Ruger                                                                                               | Großwildjagd |
| .38                                                       | 10 mm                   | 0.400″                          | .38–40 | alte Schwarzpulverpatronen |
| .40                                                       | 10 mm                   | 0.400″ (10,16 mm)               | .40 S&W, 10 mm Auto | |
| .404                                                      | 10,25 mm                | 0.423″ (10,74 mm)               | .404 Jeffery | Großwildjagd |
| .405                                                      | 10,75 mm                | 0.411″                          | .405 Winchester | |
| .408                                                      | 10,4 mm                 | 0.408″                          | .408 Chey Tac | Scharfschützenmunition für große Entfernungen |
| .41                                                       | 10,25 mm                | 0.410″                          | .41 Magnum, .41 Action Express                                                                                            | |
| .416                                                      | 10,6 mm                 | 0.416″ (10,57 mm)               | .416 Barrett, .416 Remington Magnum, .416 Rigby, .416 Weatherby Magnum                                                    | Scharfschützenmunition für große Entfernungen / Großwildjagd auf kurze Distanz                                                                       |
| .43                                                       | 11 mm                   | 0.43″ (10,92 mm)                | .43 SL large | |
| .44                                                       | 10,8 mm                 | 0.427...0.430″                  | .44-40 Winchester, .44 Special, .44 Magnum                                                                                | gebräuchliche Großkaliberrevolvermunition |
| .45                                                       | 11,45 mm                | 0.451...0.452″ (11,48 mm)       | .45 Colt, .45 ACP, .45 GAP                                                                                                | .45 Automatic Colt Pistol (1911), .451 Mantelgeschosse und .452 Bleigussgeschosse                                                                    |
| .45                                                       | 11,6 mm                 | 0.458″ (11,63 mm)               | .45-70 Government, .450 Marlin                                                                                            | gebräuchliches .45 Kaliber für Gewehre; heute beliebte Jagdmunition                                                                                  |
| .450                                                      | 11,43                   |                                 | .450 Rigby | Jagdmunition für Großwildjagd in Afrika |
| .454                                                      | 11,53 mm                | 0.454″ (11,53 mm)               | .45 Long Colt, .454 Casull                                                                                                | .45 Colt (vor Zweitem Weltkrieg) |
| .458, .46                                                 | 11,6 mm                 | 0.458″                          | .458 Winchester Magnum, .460 Weatherby Magnum, .458 Lott                                                                  | Großwildjagd auf mittlere bis weite Entfernungen |
| .475, .480                                                | 12 mm                   | 0.475″ (12,07 mm)               | .480 Ruger, .475 Linebaugh                                                                                                | Großkaliberrevolver |
| .50                                                       | 12,7 mm                 | 0.500″ (12,7 mm)                | .50 AE, .500 S&W, .500 Nitro express, .50 Beowulf, .50 GI                                                                 | Desert Eagle, S&W Model 500, Kaliber .50 Paintballmunition, Großwildjagd                                                                             |
| .50                                                       | 12,7 mm                 | 0.510″ (12,95 mm)               | .50 BMG (12,7 × 99 mm NATO), 12,7 × 108 mm                                                                                | M2 Browning Maschinengewehr und andere schwere Maschinengewehre, zur Bekämpfung von Hartzielen oder für Entfernungen bis 2 km                        |
| .57                                                       | 14,5 mm                 | 0.586″ (14,88 mm)               | 14,5 × 114 mm, 14,5 mm JDJ                                                                                                | Russische Panzerbüchse, 14,5-mm-Maschinengewehr KPWT                                                                                                 |
| .600                                                      | 15,24 mm                | 0.620″ (15,75 mm)               | .600 Nitro Express | große und leistungsstarke Patrone für nichtmilitärische Langwaffen (Großwildjagd)                                                                    |
| .68                                                       | 17,27 mm                | 0.675...0.695″                  | | Kaliber .68 Paintballmunition |
| .700                                                      | 17,78 mm                | 0.700″ (17,78 mm)               | .700 Nitro Express | eine der größten und leistungsstärksten Patronen für nichtmilitärische Langwaffen (Großwildjagd)                                                     |
| .79                                                       | 20 mm                   | 0.787″ (20,00 mm)               | 20 × 102 mm, 20 × 138 mm B                                                                                                | Waffen zum Einsatz gegen Hartziele |